# Via Podiensis

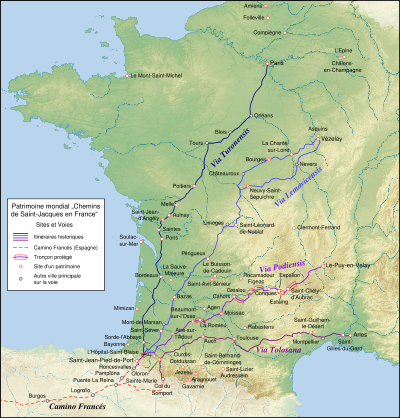
Il Cammino Francese

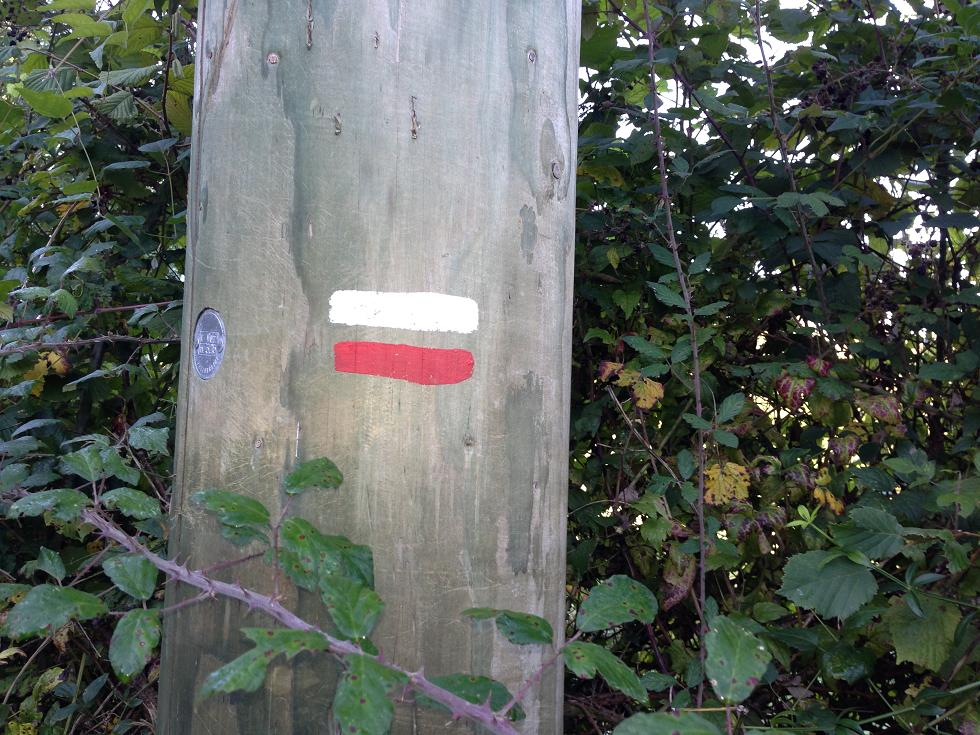
I segni bianchi e rossi sugli alberi

La Via Podiensis, o percorso di Puy, è il nome latino di uno dei quattro percorsi francesi che conducono i pellegrini verso la città  spagnola di Santiago di Compostela.
La Via parte da Puy-en-Velay, attraversa il paese, per arrivare al villaggio basco di Ostabat, nei pressi del quale si unisce sia alla Via Turonensis che alla Via Lemovicensis.
I tre percorsi poi prendono il nome di Camino Navarro per giungere infine in Spagna, nel paese di Puente la Reina, dopo il passaggio dei Pirenei al confine tra Spagna e Francia, attraverso il Col Bentarte o Col Valcarlos, a monte del Passo di Roncisvalle. Il percorso incrocia il "Cammino Aragonese", estensione spagnola della Via Tolosana, quarta via francese. Tutti questi quattro itinerari si concentrano nel Cammino Francese, cammino che conduce a Santiago di Compostela in Galizia.
Prima della Via Puy, da Ginevra è possibile incamminarsi sulla Via Gebennensis, Via che raccoglie i pellegrini svizzeri e tedeschi conducendo alla Via Podiensis. Il suo nome latino non deve trarre in inganno: questo moderno percorso è recente, tracciato tra il 1980 ed il 1990, non ha nulla di storico. Tuttavia, vi sono numerosi "ospedali"  che dimostrano incontestabilmente il passaggio di pellegrini di un tempo.
Da Ginevra a Pamplona, la Via Gebennensis, e successivamente la via Podiensis, vengono contrassegnate come sentiero GR 65, con alcune varianti locali: GR 651 attraverso la valle del Cele, e la GR 652 per Rocamadour.
Ospedale nel Cammino
Nel Medioevo, il termine "ospedale" significava  "luogo di accoglienza e di asilo", piuttosto che una struttura di assistenza. Avevano la caratteristica, appunto di "ospitare" chiunque, dal ricco al povero, vale a dire tutti i viaggiatori, uniti dal comune desiderio di compiere, sia fisicamente che metaforicamente, un "cammino spirituale", verso Santiago de Compostela, nel seguire le gesta e le azioni del "Cristo Povero".
Ad ogni difficile e impegnativo passaggio, attraverso fiumi, valli e montagne, gli asili assicuravano un servizio di riposo e di protezione a coloro che avevano superato la tappa. Collegati a questo servizio vi erano i traghetti, e persino la manutenzione di un ponte. Numerosi erano gli "Ospizi" considerati modesti. Di solito erano in grado di ospitare solo da tre a venticinque persone e ogni pellegrino poteva soggiornare al massimo una o due notti, a meno che non fosse malato e povero.

## Percorsi

### In Alta Loira
Partendo da Le Puy-en-Velay la via passa per Vals-près-le-Puy, Saint-Christophe-sur-Dolaison, Bains, Saint-Privat-d'Allier, Monistrol-d'Allier, Saugues e Chanaleilles.

### In Lozère
La via attraversa i paesi di Saint-Alban-sur-Limagnole, Aumont-Aubrac, Malbouzon, Rieutort-d'Aubrac, Marchastel e Nasbinals.

### In Aveyron
Il tracciato continua per Aubrac, Saint-Chély-d'Aubrac, Saint-Côme-d'Olt, Espalion, Bessuéjouls, Estaing, Golinhac, Espeyrac, Sénergues, Conques, Noailhac, Decazeville e Livinhac-le-Haut

### Nel Lot
Il cammino attraversa Montredon, Saint-Félix, Figeac e Béduer.
Variante di Lot: Gréalou, Cajarc, Varaire,
Variante di Cele: Espagnac-Sainte-Eulalie, Marcilhac-sur-Célé, Sauliac-sur-Célé, Cabrerets, Saint-Cirq-Lapopie.

### In Tarn-et-Garonne
I paesi attraversati sono Lauzerte, Moissac e Auvillar.
In Gers
La via passa Saint-Antoine-sur-l'Arrats, Flamarens, Miradoux, Lectoure, La Romieu, Condom, Valence-sur-Baïse, Larressingle, Beaumont sur l'Osse, l'abbazia di Flaran (non direttamente sul percorso), Montréal-du-Gers, Lauraët, Lagraulet-du-Gers, Eauze, Manciet, Nogaro e Barcelonne-du-Gers.
In Landes
La via passa Aire-sur-l'Adour, dividendosi poi in due varianti per Pécorade e Geaune o via Miramont-Sensacq. Le due vie si riuniscono a Pimbo.
Nei Pirenei Atlantici
Il cammino attraversa Arzacq-Arraziguet, Vignes, Louvigny, Uzan, Pomps, Arthez-de-Béarn, Sauvelade, Navarrenx, Charre, Aroue, Saint-Palais o Garris, tre chilometri più a ovest, Ostabat, Larceveau-Arros-Cibits, Saint-Jean-le-Vieux e Saint-Jean-Pied-de-Port. L'ultima tappa attraversa il passo di Roncisvalle (1057 s.l.m.) per raggiungere il villaggio di Roncisvalle, in Spagna.

## Caratteristiche
Il percorso è riconoscibile soprattutto grazie alla presenza di spesse linee parallele color rosso e bianco dipinte sugli alberi che indicano il giusto sentiero.